# Course des Pays-Bas des voitures de tourisme
La Course des Pays-Bas des voitures de tourisme (FIA WTCC Race of the Netherlands) est une épreuve du championnat du monde des voitures de tourisme en 2007 en remplacement de la manche mexicaine annulée puis de la Coupe du monde des voitures de tourisme à partir de 2018. Cette épreuve a lieu sur le circuit de Zandvoort

## Palmarès
| Saison | Course   | Pilote            | Constructeur | Circuit   |
| ------ | -------- | ----------------- | ------------ | --------- |
| 2007   | Course 1 | Alain Menu        | Chevrolet    | Zandvoort |
| 2007   | Course 2 | Gabriele Tarquini | SEAT         | Zandvoort |
| 2018   | Course 1 | Yann Ehrlacher    | Honda        | Zandvoort |
| 2018   | Course 2 | Aurélien Comte    | Peugeot      | Zandvoort |
| 2018   | Course 3 | Jean-Karl Vernay  | Audi         | Zandvoort |
| 2019   | Course 1 | Thed Björk        | Lynk & Co    | Zandvoort |
| 2019   | Course 2 | Esteban Guerrieri | Honda        | Zandvoort |
| 2019   | Course 3 | Thed Björk        | Lynk & Co    | Zandvoort |